# أرمينيانية
الأرمينيانية هي فرع من البروتستانتية على أساس الأفكار اللاهوتية للمصلح اللاهوتي الهولندي أرمينيوس (1560-1609) وأنصاره التاريخيين المعروفين باسم الريمونسترانتيين (المحتجين). تمسكت تعاليمه بالعناصر الخمسة للإصلاح، لكنها كانت متميزة عن التعاليم الخاصة لمارتن لوثر وهولدريخ زوينجلي وجون كالفين وغيرهم من المصلحين البروتستانت. كان أرمينيوس طالبًا لثيودور بيزا - خليفة كالفن المختار بعناية - في جامعة جنيف اللاهوتية. تُعرف الأرمينيانية عند البعض بأنها شكل من أشكال علم الخلاص الكالفيني. بالنسبة لآخرين الأرمينيانية هي استرداد الإجماع اللاهوتي للكنيسة المبكرة.
تم التعبير عن الأرمينيانية الهولندية في الأصل في احتجاج 1610، وهو بيان لاهوتي وقعه 45 خادما وقدم إلى البرلمان الهولندي. تم استدعاء سنودس (مجلس كنسي) دورت 1618-1619 من قبل مجلس النواب للنظر في المواد الخمس للاحتجاج. هذه المواد أكدت الآتي:
1. الخلاص (والدينونة في يوم الدينونة) مشروطًا بإيمان الإنسان (أو عدم إيمانه) الممنوح بالنعمة؛
2. الكفارة كافية لجميع الناس، "ومع ذلك لا أحد يختبر في الواقع غفران الخطايا هذا إلا المؤمن، وبالتالي تقتصر الكفارة على أولئك الذين يثقون في المسيح؛
3. «هذا الرجل لا يملك نعمة مخلصة لنفسه ولا لطاقة إرادته الحرة» وبدون مساعدة من الروح القدس لا يمكن لأي شخص الاستجابة لمشيئة الله؛
4. نعمة الله «هي بداية أي خير واستمراره وإنجازه»، ومع ذلك يمكن للإنسان أن يقاوم الروح القدس؛ و
5. المؤمنون قادرون على مقاومة الخطيئة بالنعمة والمسيح سوف يمنعهم من السقوط. ولكن ما إذا كانوا يتجاوزون إمكانية ترك الله في النهاية أو «أن يصبحوا مجردون من النعمة... يجب تحديد هذا بشكل خاص من الكتاب المقدس».

من ملاحظات كيث دي. ستانجلين وتوماس إتش. ماكول: «هذه النقاط تتفق مع وجهات نظر أرمينيوس، بل يأتي البعض حرفيا من كتابه»إعلان الرأي«، أولئك الذين وقعوا هذه احتجاج وغيرهم الذين دعموا لاهوته عُرفوا منذ ذلك الحين باسم المحتجين».
لقد تأثرت العديد من الطوائف المسيحية بآراء الأرمينيانيين حول إرادة الإنسان التي حررتها النعمة قبل التجديد، ولا سيما المعمدانيين في القرن السابع عشر، والميثوديون في القرن الثامن عشر والكنيسة السبتية في القرن التاسع عشر. طوائف مثل تجديدية العماد (ابتداء من عام 1525)، والولدينيسية (قبل الإصلاح)،  ومجموعات أخرى قبل الإصلاح أكدت أيضًا أن كل شخص قد يختار الاستجابة العرضية إما لمقاومة نعمة الله أو الاستسلام إليها.
تُعرَّف المعتقدات الأصلية لأرمينيوس نفسه على أنها أرمينيانية، ولكن على نطاق أوسع قد يشمل المصطلح تعاليم سيمون إبيسكوبيوس، وهوغو غروتيوس، وجون ويزلي، وآخرين. الأرمينيانية الكلاسيكية التي يعد أرمينيوس المساهم الرئيسي فيها، والأرمينيانية الويزلية - نسبة لجون ويزلي -، هما المدرستان الرئيسيتان للفكر. غالبًا ما تتطابق الأرمينيانية الويزلية مع الميثودية. بعض المدارس الفكرية - لا سيما شبه البيلاجيانية - التي تعلم أن الخطوة الأولى للخلاص هي بالإرادة البشرية  - يعتقد بشكل خاطئ أنها أرمينيانية بطبيعتها. لكن الأرمينيانية الكلاسيكية ترى أن الخطوة الأولى للخلاص هي نعمة الله فقط.  تاريخيًا أدان مجلس أورانج (529م) الفكر شبه البيلاجياني، وقبله البعض كوثيقة يمكن فهمها على أنها تعليم العقيدة بين الفكر الأوغسطيني والفكر شبه البيلاجياني، وتم إبعاد الأرمينيانية إلى آباء الكنيسة الأرثوذكسية الأوائل.
يشترك نظاما الكالفينية والأرمينيانية في العديد من العقائد وتاريخ اللاهوت المسيحي. الأرمينيانية مرتبطة تاريخيا بالكالفينية، ومع ذلك نظرًا لاختلافاتهم حول مذاهب الاختيار والقدر الإلهي، ينظر الكثير من الناس إلى هذه المدارس الفكرية على أنها معارضة لبعضها البعض. الفرق هو ما إذا كان الله يسمح برغبته في إنقاذ الجميع لتقاوم إرادة الفرد (في العقيدة الأرمينيانية) أو إذا كان الله يرغب فقط في إنقاذ بعض الناس، وأن نعمته لا تُقاوم من قبل أولئك الذين يختارهم الله كي يخلصهم. بعبارة أخرى، هل تظهر سيادة الله جزئيًا من خلال سماحه باتخاذ القرارات الحرة للإنسان؟ يؤكد بعض الكالفينيين أن المنظور الأرمينياني يقدم نظامًا تآزريًا للخلاص، وبالتالي فالخلاص ليس فقط بواسطة النعمة، بينما يرفض الأرمينيانيون بشدة هذا الاستنتاج. يعتبر الكثيرون أن الاختلافات اللاهوتية هي اختلافات جوهرية في العقيدة، بينما يرى آخرون أنها ثانوية نسبيًا.

## التاريخ

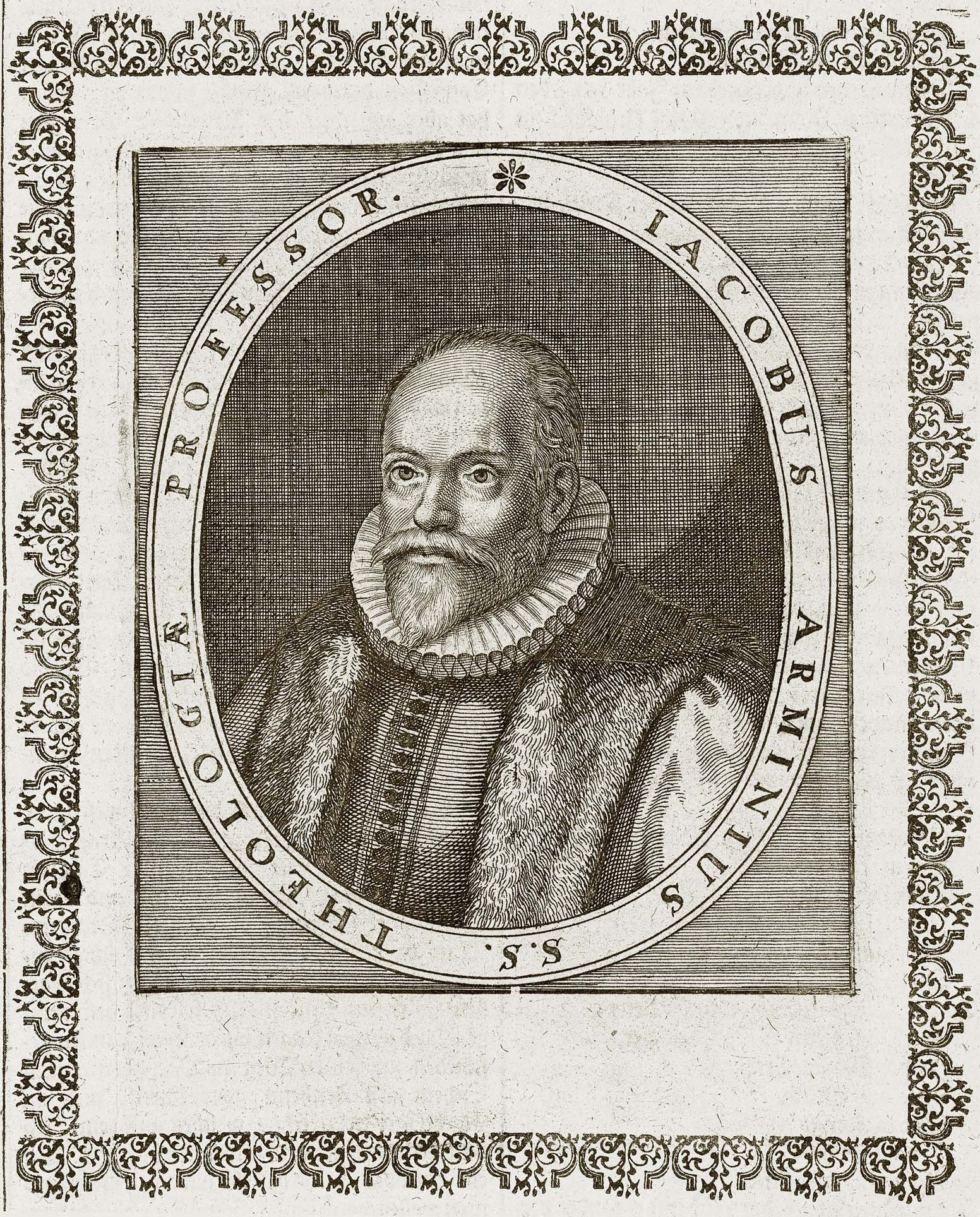
صورة أرمينيوس ، في عام 1662

كان أرمينيوس قسًا وعالم لاهوت هولنديًا في أواخر القرن السادس عشر وأوائل القرن السابع عشر. تم تعليمه من قبل تيودور بيزا - خليفة كالفن -، ولكن بعد فحص الكتب المقدسة رفض لاهوت معلمه بأن الله هو الذي يختار البعض دون قيد أو شرط للخلاص. بدلاً من ذلك اقترح أرمينيوس أن اختيار الله كان من المؤمنين، وبالتالي جعله مشروطًا بالإيمان. تم تحدي آراء أرمينيوس من قبل الكالفينيين الهولنديين وخاصة فرانسيسكوس جوماروس، لكن مات أرمينيوس قبل أن يحدث المجمع الوطني. 
أتباع أرمينيوس، الذين لم يرغبوا في تبني اسم زعيمهم، أطلقوا على أنفسهم اسم المحتجين. توفي أرمينيوس قبل أن يتمكن من تلبية طلب الجنرال الهولندي للحصول على ورقة من 14 صفحة تحدد وجهات نظره. رد المحتجون بدلاً منه بصياغة المقالات الخمسة للاحتجاج، والتي عبروا فيها عن نقاط اختلافهم مع المذهب الكالفيني الأكثر صرامة للاعتراف البلجيكي - وثيقة عقائدية تؤيدها العديد من الكنائس الإصلاحية -.  بعد بعض المناورات السياسية، تمكن الكالفينيون الهولنديون من إقناع الأمير موريس ناسو للتعامل مع الموقف. أقال موريس بشكل منهجي القضاة الأرمينيانيين من مناصبهم ودعا إلى المجمع الكنسي الوطني في دوردريخت (سنودس دورت). كان السنودس مفتوحًا بشكل أساسي أمام الكالفينيين الهولنديين (102 شخصًا)، بينما تم استبعاد الأرمينيانيين (تم منع 13 شخصًا من التصويت) مع ممثلي الكالفينيين من الدول الأخرى (28 شخصًا)، وفي عام 1618 تم نشر إدانة لأرمينيوس وأتباعه باعتبارهم هراطقة. كان جزء من هذا المنشور هو النقاط الخمس الشهيرة للكالفينية ردًا على المواد الخمسة للاحتجاج. 

### المعمدانيين
الجدل بين أتباع كالفن وأتباع أرمينيوس هو سمة من سمات تاريخ الكنيسة بعد الإصلاح. كانت الحركة المعمدانية الناشئة في إنجلترا في القرن السابع عشر - على سبيل المثال - نموذجًا مصغرًا للجدل التاريخي بين الكالفينيين والأرمينيانيين. كان المعمدانيون الأوائل - أطلق عليهم «المعمدانيين العامين» بسبب اعترافهم بكفارة «عامة» أو غير محدودة - من الأرمينيانيين. نشأت الحركة المعمدانية مع توماس هيلويز، الذي ترك معلمه جون سميث وعاد إلى لندن ليبدأ أول كنيسة معمدانية إنجليزية في عام 1611. دافع المعمدانيون العامون اللاحقون مثل جون جريفيث وصموئيل لوفداي وتوماس جرانثام عن لاهوت أرمينياني مُصلح يعكس من أرمينيانية أرمينيوس أكثر من نظرائهم في وقت لاحق أو الأرمينيانية الإنجليزية للأرمينيانيين المتشددون مثل جون جودوين أو الإنجليكانيون الأرمينيانيون مثل جيريمي تايلور وهنري هاموند. لخص المعمدانيون العامون وجهات نظرهم الأرمينيانية في العديد من الاعترافات، وكان أكثرها تأثيرًا هو الاعتراف القياسي لعام 1660. في أربعينيات القرن السادس عشر، تم تكوين «المعمدانيين الخاصين»، الذين تباعدوا بقوة عن العقيدة الأرمينيانية واحتضنوا المذهب الكالفيني القوي للمشيخيين والمستقلين. تم الإعلان عن مذهبهم الكالفيني القوي في اعترافات مثل اعتراف لندن المعمداني عام 1644 واعتراف لندن الثاني عام 1689. تم استخدام اعتراف لندن لعام 1689 لاحقًا من قبل الكالفينيين المعمدانيين في أمريكا (المسمى اعتراف فيلادلفيا المعمداني)، في حين تم استخدام الاعتراف القياسي لعام 1660 من قبل الورثة الأمريكيين للمعمدانيين الإنجليز، الذين سرعان ما أصبحوا معروفين باسم «معمدانيين الإرادة الحرة».

### الميثوديون
يمكن رؤية هذه الديناميكية نفسها بين الأرمينيانية والكالفينية في المناقشات الساخنة بين الأصدقاء وزملائهم الخدام الأنجليكانيين جون ويزلي وجورج وايتفيلد. كان ويزلي بطلًا للتعاليم الأرمينيانية، حيث دافع عن علم الخلاص في مقال بعنوان «الأرمينياني» وكتب مقالات مثل «التفكر في القدر بهدوء». دافع عن الأرمينيانية ضد اتهامات شبه البلاجيانية، متمسكًا بقوة بمعتقدات الخطيئة الأصلية والفساد الكلي. في الوقت نفسه هاجم ويزلي الحتمية التي ادعى أنها تتميز بالاختيار غير المشروط وحافظ على الإيمان بالقدرة على فقدان الخلاص. وضح ويزلي أيضًا عقيدة النعمة السائدة وبشر بقدرة المسيحيين على بلوغ الكمال (النضج الكامل، وليس «البراءة»). بينما استخدم ويزلي مصطلح «أرمينياني» بحرية، إلا أنه لم يقم بتجذير علم الخلاص الخاص به في لاهوت أرمينيوس، ولكنه تأثر بشدة بالآرمينية الإنجليزية في القرن السابع عشر والمفكرين مثل جون جودوين وجيريمي تايلور وهنري هاموند من مدرسة «الحياة المقدسة» الأنجليكانية، والمحتج هوغو غروتيوس.

## المشهد الحالي
يجد المدافعون عن كل من الأرمينيانية والكالفينية موطنًا للعديد من الطوائف البروتستانتية، وفي بعض الأحيان يوجد كلاهما ضمن نفس الطائفة. المعتقدات التي تميل على الأقل جزئيًا إلى الاتجاه الأرميني تشمل: الميثوديين، معمدانيين الإرادة الحرة، وكنائس المسيح، والمعمدانيين العامين، والكنيسة السبتية، وكنيسة الناصري، والكنيسة الويزلية، وجيش الخلاص، والمينونايت المحافظين، والمينونايت القدام، والأميش والكاريزماتيين، والكنيسة الخمسينية. الطوائف التي تميل في الاتجاه الكالفيني تشمل: المعمدانيين المعتمدين، والمعمدانيين المصلحين، والمشيخيين، والأبرشانيون. غالبية المعمدانيين الجنوبيين - بما فيهم بيلي جراهام - يقبلون الأرمينيانية باستثناء إيمانهم بعقيدة ثبات القديسين («الأمن الأبدي»). يرى الكثيرون أن الكالفينية تزداد قبولًا، وبعض المعمدانيين الإصلاحيين البارزين - مثل ألبرت موهلر ومارك ديفر - كانوا يضغطون من أجل الاتفاقية المعمدانية الجنوبية لتبني توجهًا كالفينيًا أكثر. اللوثريون يتبنون وجهة نظر الخلاص والاختيار متميزة عن كل من المدارس الكالفينية والأرمينيانية لعلم الخلاص.
الدعم الأكاديمي الحالي للأرمينيانية واسع ومتنوع: من بين علماء اللاهوت المعمدانيين: روجر إي. أولسون، وإف ليروي فورلاينز، وروبرت بيسيريلي، وجي ماثيو بينسون هم أربعة مؤيدين للعودة إلى تعاليم أرمينيوس. أشار فورلاينز واولسون إلى الأرمينيانية باسم «الأرمينيانية الكلاسيكية»، بينما أطلق عليها بيسيريلي وبينسون «الإصلاح الأرمينياني» أو «الأرمينيانية المُصلحة».
يؤكد علماء اللاهوت الميثوديون الحديثون: توماس أودين وستانلي هويروا  وويليام ويليمون أيضًا على مبادئ الأرمينيانية. علاوة على ذلك فإن بعض «الميثوديين الإنجيليين» مثل علماء الكتاب المقدسك بن ويذرنجتون الثالث، آي. هوارد مارشال، والمدافع المسيحي ديفيد باوسون هم أيضًا بشكل عام أرمينيانيون في لاهوتهم. يمكن أيضًا ذكر علماء اللاهوت في حركة القداسة: هنري أورتن ويلي وكارل أو. بانغز وعالم حركة الإصلاح جاك كوتريل بين مؤيدي الأرمينيانية. يمكن ذكر اللاهوتيين الحاليين بي جيه أوروبزا،  وهربرت ماكغونيجل  وكيث دي ستانجلين أيضًا.

## علم اللاهوت
ينقسم اللاهوت الأرميني عادةً إلى مجموعتين: الأرمينيانية الكلاسيكية - المستمدة من تعاليم أرمينيوس -، والأرمينيانية الويزلية - المستمدة بشكل أساسي من جون ويزلي -. كلا المجموعتين تتداخل بشكل كبير.

### الأرمينيانية الكلاسيكية
الأرمينيانية الكلاسيكية هي النظام اللاهوتي الذي قدمه أرمينيوس وحافظ عليه بعض المحتجين؛ يعمل تأثيره كأساس لجميع الأنظمة الأرمينيانية. فيما يلي قائمة بالمعتقدات:
- الفساد كلي : يقول أرمينيوس: «في هذه الحالة [الساقطة]، إرادة الإنسان الحرة نحو الخير الحقيقي ليست فقط مجروحة وعاجزة ومنحنية وضعيفة؛ ولكنها أيضًا مسجونّة ومدمرة وتائهة. وقواها ليست فقط ضعيفة وعديمة الفائدة ما لم يتم مساعدتهم بالنعمة، ولكن ليس لها أي قوة على الإطلاق باستثناء تلك التي تحفزها النعمة الإلهية».[25]
- الكفارة للجميع: موت يسوع كان لجميع الناس، ويسوع يجتذب كل الناس إليه، وكل الناس لديهم فرصة للخلاص من خلال الإيمان[25]
- موت المسيح يستوفي عدل الله: إن عقوبة خطايا المختارين تُدفع بالكامل من خلال صلب المسيح. وهكذا فإن موت المسيح يكفر عن خطايا الجميع، ولكنه يتطلب الإيمان. يقول أرمينيوس: "إن التبرير عند استخدامه كفعل من القاضي، هو إما أن يكون مجرد إسناد للبر من خلال الرحمة ... أو أن الإنسان له ما يبرره أمام الله ... وفقًا لصرامة العدل دون أي غفران".[26] يوضح ستيفن آشبي: "سمح أرمينيوس بطريقتين محتملتين فقط يمكن من خلالها تبرير الخاطئ: (1) من خلال التزامنا التام والمطلق بالناموس، أو (2) من خلال إسناد الله تبريرنا إلى بر المسيح. [19]
- النعمة تقاوم : الله يأخذ المبادرة في عملية الخلاص ونعمته تأتي إلى جميع الناس. هذه النعمة (غالبًا ما تسمى النعمة الواقية أو النعمة السابقة للتجديد) تعمل على جميع الناس لإقناعهم ببشارة الإنجيل، وتجذبهم بقوة نحو الخلاص، وتتيح إمكانية الإيمان الصادق. يقول بيسيرلي: «هذه النعمة في الواقع قريبة جدًا من التجديد لدرجة أنها تؤدي حتماً إلى التجديد ما لم تقاوم في النهاية».[18] عرض الخلاص من خلال النعمة لا يتم بطريقة لا تقاوم كطريقة السبب وتأثيره ذو الحتمية البحتة، بل بالأحرى بطريقة التأثير والاستجابة التي يمكن قبولها ورفضها بحرية.[27]
- لدى الإنسان إرادة حرة للتجاوب أو المقاومة: الإرادة الحرة معطاة ومحدودة بسيادة الله، لكن سيادة الله تسمح لجميع الناس باختيار قبول إنجيل يسوع من خلال الإيمان، وفي نفس الوقت السماح لجميع البشر بالمقاومة.
- الاختيار مشروط : تعريف أرمينيوس الاختيار باسم «قضاء الله الذي من نفسه، منذ الأزل، أصدره ليبرر في المسيح المؤمنين، وليقبلهم إلى الحياة الأبدية.» [26] يحدد الله وحده من سيخلص، وعزمه هو أن كل من يؤمن بيسوع من خلال الإيمان سيُبرَّر. وفقًا لأرمينيوس: «لا يعتبر الله أحدًا في المسيح إلا إذا غرسوا فيه بالإيمان». [26]
- الله يعيِّن المختارين لمستقبل مجيد: التعيين المسبق ليس التحديد المسبق لمن يؤمن، بل هو التحديد المسبق لميراث المؤمن في المستقبل. لذلك فإن المختارين مُعيَّنين سلفًا للبنوة من خلال التبني والتمجيد والحياة الأبدية.[23]
- يُنسب بر المسيح إلى المؤمن: التبرير وحده (بالإيمان وحده). عندما يتوب الأفراد ويؤمنون بالمسيح (الإيمان الخلاصي)، فإنهم يتجددون ويتحدون مع المسيح، حيث يُنسب إليهم موت المسيح وبره لتبريرهم أمام الله.[8]
- الضمان الأبدي مشروط أيضًا: يتمتع جميع المؤمنين باليقين الكامل للخلاص بشرط بقائهم في المسيح. الخلاص مشروط بالإيمان، لذلك فإن المثابرة مشروطة أيضًا.[18] الارتداد (الابتعاد عن المسيح) يتم فقط من خلال الرفض المتعمد والمقصود ليسوع والتخلي عن الإيمان الخلاصي. هذه الردة لا يمكن إصلاحها.[18]

حول ما إذا كان يمكن للمؤمن أن يرتد (أي يهجر المسيح من خلال الانصهار مرة أخرى في هذا العالم الشرير، أو فقدان الضمير الصالح، أو بعدم التمسك بالعقيدة السليمة)، أعلن أرمينيوس أن هذا الأمر يتطلب مزيدًا من الدراسة في الكتاب المقدس. ومع ذلك آمن أرمينيوس بأن الأسفار المقدسة علمت أن المؤمنين يتمتعون برحمة من المسيح والروح القدس «لمحاربة الشيطان والخطيئة والعالم وجسد الخطيئة وتحقيق النصر على هؤلاء الأعداء». علاوة على ذلك فإن المسيح والروح موجودان دائمًا لمساعدة وتعضيد المؤمنين من خلال التجارب المختلفة. لكن هذا الضمان لم يكن غير مشروط بل كان مشروطًا - «شريطة أن يقف [المؤمنون] مستعدين للمعركة، ويطلبون معونته، فإن المسيح يحفظهم من السقوط».  يستمر أرمينيوس في القول: «لم أعلم أبدًا أن المؤمن الحقيقي يمكن أن يبتعد كليًا أو أخيرًا عن الإيمان ويموت؛ ومع ذلك لن أخفي أن هناك فقرات من الكتاب المقدس يبدو لي أنها تدعم هذا الجانب؛ وتلك الإجابات عليهم التي سُمح لي برؤيتها ليست من النوع التي توافق نفسها في جميع النقاط حسب فهمي».
بعد وفاة أرمينيوس عام 1609، حافظ المحتجون على وجهة نظر زعيمهم بشأن الأمن المشروط وعدم يقينه فيما يتعلق بإمكانية قيام المؤمنين بارتكاب الردة. يتضح هذا في المادة الخامسة التي صاغها قادتها عام 1610. ومع ذلك، في وقت ما بين عام 1610 والإجراء الرسمي لسنودس دورت (1618)، أصبح المحتجون مقتنعين تمامًا في أذهانهم بأن الكتاب المقدس يعلم أن المؤمن الصادق قادرًا على الارتداد عن الإيمان والهلاك إلى الأبد باعتباره غير مؤمن. قاموا بصياغة وجهات نظرهم في «رأي المحتجين» (1618)، ولاحقًا في اعتراف الاحتجاج (1621).
ملاحظات بيسيريلي: «منذ تلك الفترة المبكرة، حينها، عندما كانت القضية قيد البحث مرة أخرى، علّم الأرمينيانيون بأن أولئك الذين تم خلاصهم حقًا بحاجة إلى تحذيرهم من الردة كخطر حقيقي ومحتمل».
تم تلخيص المعتقدات الأساسية لأرمينيوس والمحتجين على هذا النحو من قبل عالم اللاهوت ستيفن آشبي:
1. قبل أن يتم جذبه وتمكينه، لا يستطيع المرء أن يؤمن ... قادرا فقط على المقاومة.
2. بعد أن تم جذبه وتمكينه، ولكن قبل التجديد، يستطيع المرء أن يؤمن ... قادرًا أيضًا على المقاومة.
3. بعد أن يؤمن المرء، فإن الله يجدده. فيستطيع المرء أن يستمر في الاعتقاد ... قادرا أيضًا على المقاومة.
4. عند المقاومة إلى درجة عدم الإيمان، لا يستطيع المرء أن يؤمن مرة أخرى ... قادر فقط على المقاومة.[19]

### الأرمينيانية الويزلية
تاريخيًا كان جون ويزلي أكثر المدافعين تأثيرًا عن تعاليم علم الخلاص الأرمينياني. وافق ويزلي تمامًا على الغالبية العظمى مما علّمه أرمينيوس نفسه، محافظًا على عقائد قوية عن الخطيئة الأصلية، والفساد الكلي، والاختيار المشروط، والنعمة الواقية، والفداء غير المحدود، وإمكانية الردة.
ابتعد ويزلي عن الأرمينيانية الكلاسيكية في المقام الأول في ثلاث قضايا:
الكفارة
كفارة ويزلي هي مزيج من نظرية الاستبدال الجنائي والنظرية السلطوية لهوجو غروتيوس وهو محام وأحد المحتجين. يقول ستيفن هاربر: «لا يضع ويزلي العنصر البديل في المقام الأول في إطار قانوني ... بدلاً من ذلك [تسعى عقيدته] لتحقيق علاقة مناسبة بين محبة الله للأشخاص وكراهية الله للخطيئة ... لا يرضي مطلبًا قانونيًا بالعدالة بقدر ما هو عمل مصالحة بوساطة». 
إمكانية الردة
قبل ويزلي تمامًا وجهة النظر الأرمينيانية القائلة بأن المسيحيين الحقيقيين يمكن أن يرتدوا ويفقدوا خلاصهم، كما توضح خطبته الشهيرة «دعوة إلى المرتدين» بوضوح. يلخص هاربر ما يلي: «إن فعل ارتكاب الخطيئة ليس بحد ذاته أساسًا لفقدان الخلاص ... وفقدان الخلاص أكثر ارتباطًا بالتجارب العميقة والممتدة. ويرى ويزلي مسارين رئيسيين يمكن أن يؤديا إلى السقوط الدائم من النعمة: الخطيئة غير المعترف بها والتعبير الفعلي عن الردة». لا يتفق ويزلي مع أرمينيوس في التأكيد على أن هذه الردة نهائية. عندما نتحدث عن أولئك الذين تسببوا في «تحطيم» إيمانهم (1 تيم 1: 19)، يزعم ويزلي أنه «ليس واحدًا، أو مائة فقط، لكنني مقتنع، عدة آلاف ... لا تعد من الأمثلة ... الذين سقطوا ولكنهم الآن يقفون منتصبون» 
الكمال المسيحي
وفقًا لتعاليم ويزلي، يمكن للمسيحيين الوصول إلى حالة من الكمال العملي، مما يعني عدم وجود أي خطيئة طوعية من خلال تمكين الروح القدس في هذه الحياة. الكمال المسيحي (أو التقديس الكامل) حسب ويزلي هو «نقاء النية، وتكريس كل الحياة لله» و«العقل الذي في المسيح، مما يمكننا من السير كما سار المسيح». إنه «محبة الله من كل قلوبنا وقريبنا كنفسنا». إنه «رد ليس فقط إلى النعمة، ولكن أيضًا لصورة الله»، «أن نمتلئ بملء الله».  كان ويزلي واضحًا في أن الكمال المسيحي لا يعني كمال الصحة الجسدية أو عصمة الحكم. كما أنه لا يعني أننا لم نعد ننتهك إرادة الله، لأن التعديات اللاإرادية باقية. يظل المسيحيون الكاملون عرضة للتجربة، ويظلون بحاجة للصلاة من أجل الغفران والقداسة. إنه ليس كمال مطلق بل كمال في الحب. علاوة على ذلك لم يعلِّم ويزلي الخلاص بالكمال، بل قال إنه «حتى القداسة الكاملة مقبولة لدى الله فقط من خلال يسوع المسيح».

### اختلافات أخرى
منذ زمن أرمينيوس، أصبح اسمه يمثل مجموعة كبيرة ومتنوعة من المعتقدات. بعض هذه المعتقدات مثل البيلاجيانية وشبه البيلاجيانية لا تعتبر ضمن الأرثوذكسية الأرمينيانية ويتم التعامل معها في موضع آخر. ومع ذلك فإن بعض المذاهب تلتزم بالأساس الأرميني وومع ذلك يتم تسليط الضوء عليه بشكل أقل.

#### التوحيد المنفتح
تنص عقيدة التوحيد المنفتح على أن الله كلي الوجود، كلي القدرة، وكلي المعرفة، لكنه يختلف في طبيعة معرفته المستقبل. يدعي المؤمنون المنفتحون أن المستقبل لم يتم تحديده بالكامل لأن الناس لم يتخذوا قراراتهم الحرة بعد. لذلك يعرف الله المستقبل جزئيًا من خلال معرفته بكل الاحتمالات (الأفعال البشرية الحرة) بدلاً من اليقين المحدد (الأحداث المحددة إلهياً). على هذا النحو يحل المؤمنون المنفتحون مسألة حرية الإرادة البشرية وسيادة الله من خلال الادعاء بأن الله هو صاحب السيادة لأنه لا يقرر كل خيار بشري، بل يعمل بالاشتراك مع خليقته لتحقيق إرادته. يعتبر مفهوم السيادة والحرية هذا أساسًا لفهمهم للحب لأن المؤمنين المنفتحين يعتقدون أن الحب ليس حقيقيًا ما لم يتم اختياره بحرية. إن قوة الاختيار بموجب هذا التعريف لديها القدرة على إحداث الكثير من الضرر بقدر ما تفعله جيدًا، ويرى المؤمنون المنفتحون أن الإرادة الحرة هي أفضل إجابة لمشكلة الشر. أنصار هذا اللاهوت المشهورون هم: جريج بويد وكلارك بينوك وتوماس جاي أورد وويليام هاسكر وجون إي ساندرز.
بعض الأرمينيانيين مثل البروفيسور وعالم اللاهوت روبرت بيسيريلي، يرفضون عقيدة التوحيد المفتوح باعتبارها "أرمينيانية مشوهة. صرح جوزيف دونجل أن "الإيمان المفتوح يتعدى فعليًا الأرمينيانية الكلاسيكية في علم اللاهوت". هناك أيضًا بعض الأرمينيانيين مثل روجر أولسون الذين يعتقدون أن التوحيد المفتوح هو وجهة نظر بديلة يمكن أن يمتلكها المسيحي. تقبل وجهة نظر الأغلبية الأرمينيانية الإيمان الكلاسيكي: الإيمان بأن قوة الله ومعرفته ووجوده ليس له حدود خارجية، أي خارج طبيعته الإلهية. يوفق معظم الأرمينيانيين بين الإرادة البشرية الحرة وسيادة الله وعلمه المسبق من خلال عقد ثلاث نقاط:
- الإرادة البشرية الحرة محدودة بسبب الخطيئة الأصلية، على الرغم من أن نعمة الله السائدة تعيد للبشرية القدرة على قبول دعوة الله للخلاص.[18][19]
- يمارس الله سيادته عن قصد بطرق لا توضح مداها، بعبارة أخرى: لديه القوة والسلطة لتحديد الخلاص مسبقًا ولكنه يختار تطبيقه بوسائل مختلفة.
- إن معرفة الله المسبقة بالمستقبل شاملة وكاملة، وبالتالي فإن المستقبل مؤكد ولا يتوقف على عمل الإنسان. لا يحدد الله المستقبل، لكنه يعرفه. يتوافق يقين الله مع المصادفة البشرية.[18]

#### النظرة الجماعية للاختيار
رأي الأغلبية الأرمينيانية هو أن الاختيار فردي ويستند إلى معرفة الله المسبقة بالإيمان، لكن المنظور الثاني يستحق الذكر. يرفض هؤلاء الأرمينيانيون مفهوم الاختيار الفردي تمامًا، مفضلين فهم العقيدة من منظور جماعي. وفقًا لهذا الاختيار الجماعي، لم يختار الله أبدًا أفرادًا للخلاص، بل اختار بدلاً من ذلك أن يختار الكنيسة المؤمنة للخلاص. يقول اللاهوتي الهولندي المصلح هيرمان ريدربوس «يقين الخلاص لا يعتمد على حقيقة أن الكنيسة تنتمي إلى رقم معين، بل على أنها تنتمي إلى المسيح من قبل تأسيس العالم. لا يكمن الثبات في قضاء خفي، ولكن في وحدة جماعية للكنيسة مع المسيح، الذي تعرفت عليه في الإنجيل وتعلمت احتضانه في الإيمان». 
تستمد النظرة الجماعة للاختيار الدعم من مفهوم مماثل لاختيار جماعي موجود في العهد القديم والقانون اليهودي. في الواقع تتفق معظم الدراسات الكتابية على أن الفكر اليهودي اليوناني الروماني في القرن الأول كان مخالفًا لشعار العالم الغربي «الفرد أولاً» - فقد كان جماعيًا جدًا أو جماعيًا بطبيعته. حيث أن الهوية تنبع من العضوية في مجموعة أكثر من الفردية. وفقًا لرومية 9-11، يدعي المؤيدون أن اختيار اليهود كأشخاص مختارين توقف مع رفضهم ليسوع باعتباره المسيح المنتظر. وكنتيجة للعهد الجديد أصبح شعب الله المختار الآن جسد المسيح الجماعي وهي الكنيسة (تسمى أحيانًا إسرائيل الروحية). يدعي القس وعالم اللاهوت برايان أباشيانو: «ما يقوله بولس عن اليهود والأمم والمسيحيين، سواء عن مكانهم في خطة الله، أو اختيارهم، أو خلاصهم، أو كيف ينبغي أن يفكروا أو يتصرفوا، يقوله من منظور جماعي يرى المجموعة على أنها أساسية وأولئك الذين يتحدث عنهم على أنهم جزء لا يتجزأ من المجموعة. هؤلاء الأفراد يعملون كأعضاء في المجموعة التي ينتمون إليها، وما يحدث لهم يحدث بسبب عضويتهم في المجموعة».
يؤكد هؤلاء اللاهوتيون أيضًا أن يسوع كان هو الإنسان الوحيد الذي تم اختياره وأن الأفراد يجب أن يكونوا «في المسيح» (أف 1: 3-4) من خلال الإيمان ليكونوا جزءًا من المختارين. كان هذا في الواقع هو فهم اللاهوتي السويسري المصلح كارل بارث لعقيدة الاختيار. يقول جوزيف دونجل - الأستاذ في مدرسة أسبري اللاهوتية -: «إن الميزة الأكثر وضوحا لأفسس 1: 3-2: 10 هي عبارة «في المسيح»، والتي ترد اثني عشر مرة في أفسس 1: 3-14 وحدها ... وهذا يعني أن يسوع المسيح نفسه هو المختار والمعيَّن سلفًا. ومتى اندمج المرء فيه بالنعمة من خلال الإيمان، يشترك في مكانة يسوع الخاصة بصفته مختارًا من الله».  يوضح ماركوس بارث الترابط: «يجب أن يُفهم الاختيار في المسيح على أنه اختيار شعب الله. فقط كأعضاء في هذا المجتمع يشارك الأفراد في فوائد اختيار الله الكريم».

## الأرمينيانية والآراء أخرى
يساعد فهم الأرمينيانية من خلال فهم البدائل اللاهوتية: البيلاجيانية، شبه البيلاجيانية، اللوثرية، ووالكالفينية. الأرمينيانية مثل أي نظام لمعتقد رئيسي كثيرًا ما يساء فهمها من قبل كل من النقاد وبعض المؤيدين.

### مقارنة بين البروتستانت
فيما يلي معتقدات أرمينيانية مقارنة بالبروتستانت الآخرين.
| معتقدات البروتستانت بخصوص الخلاص                                   | معتقدات البروتستانت بخصوص الخلاص                                              | معتقدات البروتستانت بخصوص الخلاص | معتقدات البروتستانت بخصوص الخلاص                                                                                |
| ------------------------------------------------------------------ | ----------------------------------------------------------------------------- | --- | --- |
| يلخص الجدول الثلاث رؤى البروتستانتية الكلاسيكية بخصوص عقيدة الخلاص |                                                                               | | |
| الموضوع                                                            | الكالفينية                                                                    | اللوثرية | الأرمينيانة |
| حرية الإنسان                                                       | الفساد الكلي: البشرية تمتلك حرية الإرادة، ولكنها في عبودية الخطيئة، حتى تعتق. | الخطية الأصلية: البشرية تمتلك حرية الإرادة من ناحية "الامتلاك والحيازة"، ولكنها خاطية بالطبيعة وغير قادرة على المشاركة في خلاص نفسها | الفساد الكلي: البشرية تمتلك الحرية من حيث الضرورة، ولكن ليس الحرية من الخطية إلا إذا وجدت النعمة السائدة        |
| الإختيار                                                           | غير مشروط                                                                     | غير مشروط | مشروط، في ضوء المعرفة المسبقة لإيمان الشخص من عدمه                                                              |
| التبرير والكفارة                                                   | التبرير بالإيمان وحده، وآراء مختلفة بخصوص مدى الكفارة                         | التبرير لكل الناس قد اكتمل في موت المسيح، ويصبح فعالا بالإيمان وحده                                                                  | التبرير اصبح ممكنا للكل بموت المسيح، ولكن يكتمل باختيار الإيمان بالمسيح                                         |
| التحول                                                             | أحادي، بحيث تصبح طرق النعمة غير قابلة للمقاومة                                | أحادي، بحيث تصبح طرق النعمة غير قابلة للمقاومة                                                                                       | تآزري، النعمة قابلة للمقاومة نتيجة نعمة مشتركة وهي حرية الإرادة، ومع ذلك التحول الغير قابل للمقاوبة جائز الحدوث |
| الثبات والردة                                                      | ثبات القديسين، المختار ابديا في المسيح سيثبت حتما في الإيمان                  | التهاوي ممكن، لكن الله يعطي خلاص الإنجيل                                                                                             | الثبات مشروط بالإيمان المستمر في المسيح، مع احتمالية حدوث ردة نهائية                                            |

### المفاهيم الخاطئة الشائعة

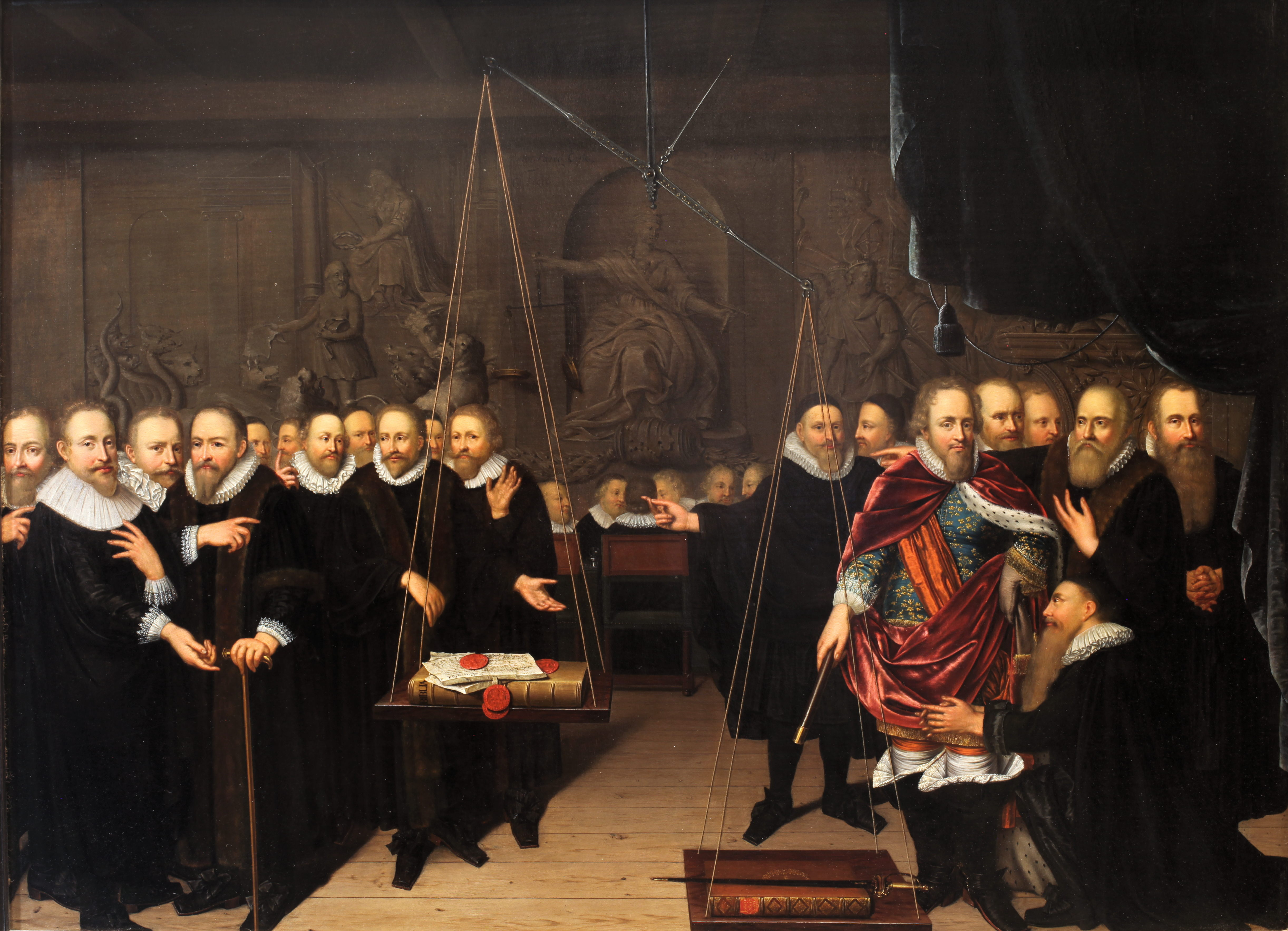
رمزية الخلاف اللاهوتي بين الأرمينيانيين وخصومهم

- الأرمينيانية هي البيلاجيانية (أو شبه البيلاجيانية)، تنكر الخطيئة الأصلية والفساد الكلي: لا يوجد نظام من الأرمينيانية مؤسس على أرمينيوس أو ويزلي ينكر الخطيئة الأصلية أو الفساد الكامل؛ [19] كل من أرمينيوس وويزلي يؤكدان بشدة أن حالة الإنسان الأساسية هي حالة لا يمكنه فيها أن يكون بارًا أو يفهم الله أو يطلب الله.[28] يدعي العديد من النقاد الكالفينيين للأرمينيانية - تاريخيًا وحاليًا - أن الأرمينيانية تتغاضى أو تقبل أو حتى تدعم صراحة البيلاجيانية أو شبه البيلاجيانية. أشار أرمينيوس إلى البيلاجيانية على أنها «الباطل الكبير» وذكر أنه «يجب أن أعترف أنني أكره من قلبي عواقب [ذلك اللاهوت]».[28] شجب ديفيد باوسون هذا الارتباط باعتباره «تشهيريًا» عندما يُنسب إلى مذهب أرمينيوس أو ويزلي. [23] في الواقع يرفض معظم الأرمينيانيين جميع الاتهامات بالبيلاجيانية؛ ومع ذلك وبسبب خصومهم الكالفينيين[23][18] يظل المصطلحان متشابكين في الاستخدام الشائع.
- الأرمينيانية تنفي دفع يسوع التعويضي عن الخطايا: يؤمن كل من أرمينيوس وويزلي بضرورة وكفاية كفارة المسيح من خلال الاستبدال الجنائي.[18] رأى أرمينيوس أن عدالة الله كانت كافية بشكل فردي، [19] بينما قال هوغو غروتيوس والعديد من أتباع ويزلي إنها راضية بشكل جمعي.[18]

### مقارنة مع الكالفينية
منذ أن ثار أرمينيوس وأتباعه ضد الكالفينية في أوائل القرن السابع عشر، تم تقسيم علم الخلاص البروتستانتي إلى حد كبير بين المذهب الكالفيني والأرمني. إن أقصى مذهب للكالفينية هو الكالفينية المتطرفة، التي يصر على أن علامات الاختيار يجب أن يتم البحث عنها قبل أن يحدث تبشير لغير المتجدد وأن الملعونين الأبديين «آنية الهوان» ليسوا ملزمين بالتوبة والاعتقاد، وأقصى مذهب للأرمينيانية هو البيلاجيانية، الذي يرفض عقيدة الخطيئة الأصلية.

#### التشابه
- الفساد الكلي: يتفق الأرمينيانيون مع الكالفينيين على عقيدة الفساد الكلي. تأتي الاختلافات في فهم كيفية معالجة الله لهذا الفساد البشري.
- التأثير التعويضي التكفير: يؤكد الأرمينيانيون أيضا مع الكالفينيين التأثير التعويضي لكفارة المسيح وأن هذا التأثير يقتصر فقط على المنتخب. يتفق الأرمينيانيون الكلاسيكيون مع الكالفينيين على أن هذا الاستبدال كان تبريرا جزائيًا لجميع المختارين، في حين أن معظم الأرمينيانيين الويزليين يصرون على أن الاستبدال كان جمعيا بطبيعته.

#### الاختلاف
- طبيعة الاختيار: يرى الأرمينيانيون أن اختيار الخلاص الأبدي مرتبط بشرط الإيمان. تنص العقيدة الكالفينية الخاصة بالاختيار غير المشروط على أن الخلاص لا يمكن اكتسابه أو تحقيقه، وبالتالي فهو ليس مشروطًا بأي جهد بشري، لذا فإن الإيمان ليس شرطًا للخلاص ولكنه الوسيلة الإلهية المخصصة له. بعبارة أخرى، يعتقد الأرمينيانيون أنهم مدينون باختيارهم لعقيدتهم، بينما يعتقد الكالفينيون أنهم مدينون بإيمانهم لاختيارهم.
- طبيعة النعمة: يؤمن الأرمينيانيون أن الله من خلال النعمة يعيد الإرادة الحرة فيما يتعلق بالخلاص للبشرية جمعاء، وبالتالي يكون كل فرد قادرًا إما على قبول دعوة الإنجيل من خلال الإيمان أو مقاومتها من خلال عدم الإيمان. يعتقد الكالفينيون أن نعمة الله لتمكين الخلاص تُعطى فقط للمختارين وتؤدي بشكل لا يقاوم إلى الخلاص.
- مدى الكفارة: يتمسك الأرمينيانيون - جنبًا إلى جنب مع الكالفينيين المكونين ذوو الأربع نقاط - بالتكفير الشامل بدلاً من العقيدة الكالفينية القائلة بأن الكفارة مقصورة على المختارين فقط، والتي يفضل العديد من الكالفينيون تسميتها بالفداء المعين.[37][17] يعتقد كلا الجانبين (باستثناء الكالفينيين المتطرفين) أن دعوة الإنجيل عالمية و «يجب تقديمها للجميع دون أي تمييز.» [38]
- الثبات في الإيمان: يؤمن الأرمينيانيون أن الخلاص المستقبلي والحياة الأبدية مضمونان في المسيح ومحميان من جميع القوى الخارجية ولكنه مشروط بالبقاء في المسيح ويمكن أن يضيعا من خلال الردة. يؤمن الكالفينيون التقليديون بعقيدة ثبات القديسين، والتي تقول أنه نظرًا لأن الله اختار البعض للخلاص ودفع ثمن خطاياهم الخاصة فإنه يمنعهم من الارتداد وأن أولئك الذين يرتدون عن الدين لم يتجددوا أبدًا (أي ولدوا مرة أخرى). يدافع الكالفينيون غير التقليديون وغيرهم من الإنجيليين عن عقيدة مماثلة ولكنها متميزة للأمن الأبدي التي تعلم أنه إذا كان الشخص قد نال الخلاص مرة واحدة فلن يكون خلاصه في خطر أبدًا حتى لو ارتد الشخص تمامًا.